# Autobuses urbanos de Granada
El servicio de autobús urbano de Granada es una red de transporte público urbano propiedad que da servicio a la ciudad de Granada, en Andalucía (España). Es propiedad del Ayuntamiento de Granada y está operada por la compañía Alsa en régimen de concesionaria. Cuenta con 26 líneas y una flota de aproximadamente 200 vehículos.

## Historia
La primera línea de transporte público en Granada fue el tranvía inaugurado el 7 de julio de 1904 entre el Paseo de la Bomba y Plaza Nueva. La empresa que se hacía cargo de la explotación era la sociedad Tranvías Eléctricos de Granada, creada por un empresario zaragozano. Esta empresa llegó a gestionar 90 kilómetros de vías, que sufrieron su declive en los años 60 cuando fueron sustituidas por líneas de autobús.
Para operar las nuevas líneas de autobús se organizó un concurso en 1962 por parte del Ayuntamiento de Granada, que gana la empresa madrileña fundada en 1957 Transportes Rober. La concesión se renueva en varias ocasiones y se mantiene hasta la actualidad con la misma empresa. Actualmente esta concesión tiene vigencia hasta 2020, aunque el ayuntamiento puede rescatar el servicio con anterioridad pagando una indemnización. El contrato establece una subvención por número de kilómetros recorridos, independientemente del número de viajeros.
En los años 90, y para solucionar los problemas de transporte de las zonas históricas de Granada en las que no pueden entrar los autobuses normales por la estrechez de las calles, se crea una serie de líneas servidas con minibuses y operadas por la empresa Alhambra Bus, una filial de Transportes Rober. Las nuevas líneas se encuentran integradas con las anteriores. También en esta década se agrega una línea metropolitana que sale de la ciudad y se adentra en el municipio de Cenes de la Vega, operada por Herederos de Gómez.
En 2001 se crea el Consorcio de Transporte Metropolitano del Área de Granada, al que se integra la red urbana.
El 22 de junio de 2021 se anuncia que Transportes Rober es adquirida por la empresa de movilidad Alsa. Dicha operación implicará la implantación de un plan de modernización y mejora de la calidad del transporte urbano de Granada, incorporando de forma progresiva una flota de autobuses medioambientalmente sostenibles, mayor tecnología y digitalización, entre otras mejoras.

## Tarifas y billetes
El billete sencillo tiene un coste de 1,60€ con derecho a transbordo. Para el resto de billetes se utilizan tarjetas recargables de plástico inalámbricas de tipo RFID. Se pueden utilizar tarjetas expedidas por el ayuntamiento de Granada (válidas sólo en esta red) o expedidas por el Consorcio de Transporte Metropolitano del Área de Granada (válidas en todas las líneas del consorcio). Las tarjetas pueden cargarse con saldo (del que se va descontando la tarifa cada vez que se pasa por el lector) o con abonos mensuales. Todas las tarjetas permiten transbordos: en el caso de las expedidas por el ayuntamiento durante 60 minutos, y en las expedidas por el Consorcio (que permiten el trasbordo a las líneas metropolitanas) depende del número de zonas del viaje.
Existen tarjetas anónimas y personalizadas con fotografía; estas últimas permiten acceder a bonificaciones en el caso de jubilados, jóvenes residentes o universitarios. Cada tarjeta tiene un coste de 2€ que se reembolsan si se devuelve la tarjeta. Las recargas de saldo pueden realizarse por importes de 5€, 10€ y 20€.

## Flota

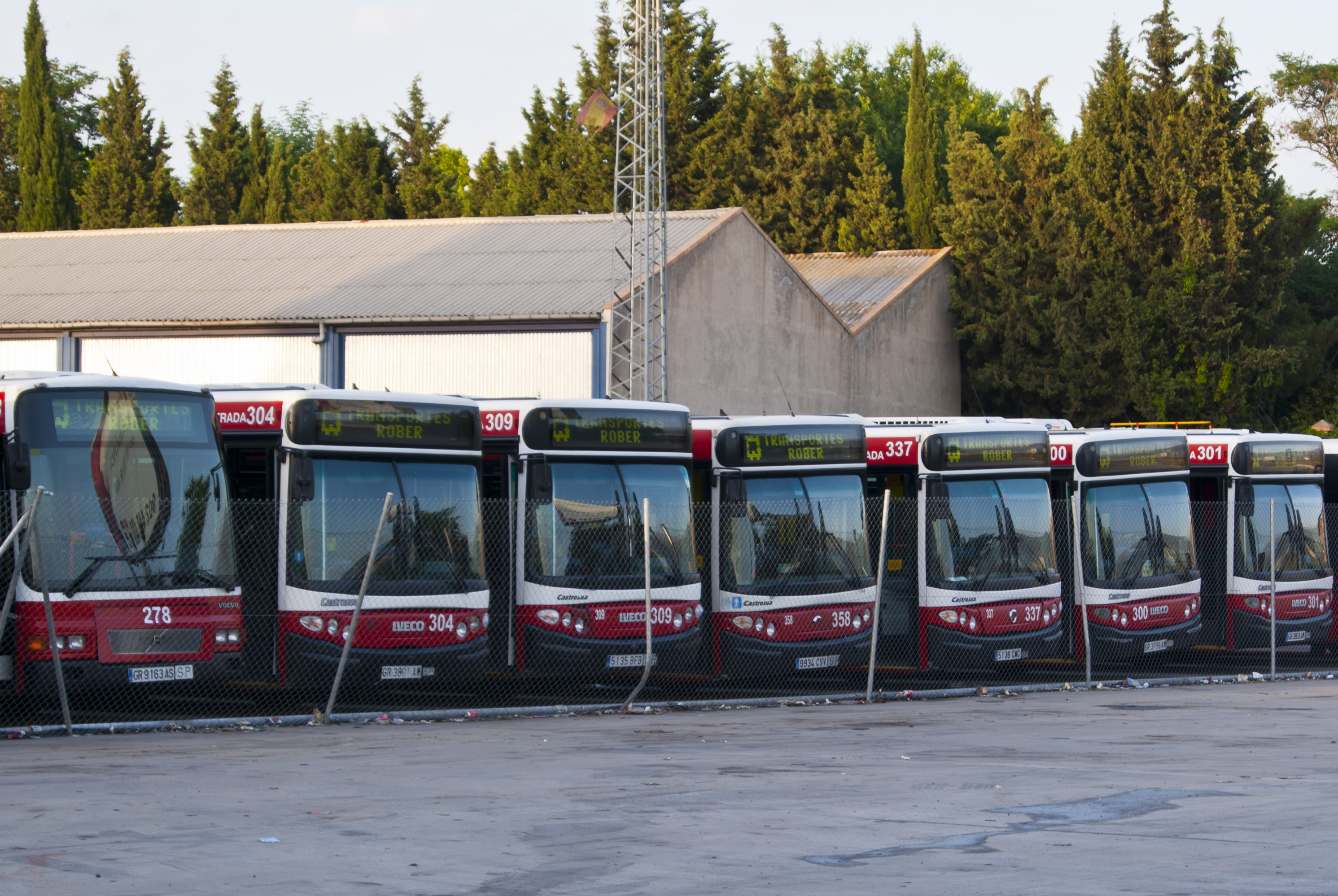
Depósito de Transportes Rober.

La flota actualmente en servicio se compone de 201 vehículos, entre los que se componen autobuses estándar de 12 metros, autobuses articulados de 18 metros, autobuses adaptados a las líneas metropolitanas y de alta capacidad; y microbuses para las líneas Centro. Toda la flota es de piso bajo, accesible para personas de movilidad reducida, y está equipada con aire acondicionado y venta de billetes a bordo, incluido el pago con tarjeta. Tras la demolición del recinto de Avenida de Dílar, las cocheras se sitúan actualmente en la Avenida de Andalucía, con centros auxiliares en Maracena y Peligros.
| Número | Tipo                                                                              | Entrada en servicio | Imagen |
| ------ | --------------------------------------------------------------------------------- | ------------------- | ------ |
| 26     | Chasis: Iveco Cityclass Cursor 491E 12.29 Carrocería: Castrosua CS-40 City II     | 2003                |        |
| 42     | Chasis: Iveco Cityclass Cursor 491E 12.29 Carrocería: Castrosua CS-40 City Versus | 2005                |        |
| 9      | Chasis: Iveco Cityclass Cursor 491E 12.29 Carrocería: Hispano Habit               | 2002                |        |
| 11     | Chasis: Scania N280UB 4X2 Carrocería: Castrosua CS-40 City Versus                 | 2010                |        |
| 5      | Mercedes-Benz Citaro C2 Euro VI                                                   | 2014                |        |
| 22     | Mercedes-Benz Citaro C2 Hybrid                                                    | 2020                |        |
| 4      | MAN Lion's City EfficientHybrid                                                   | 2020                |        |

| Número | Tipo                     | Entrada en servicio | Imagen |
| ------ | ------------------------ | ------------------- | ------ |
| 4      | Mercedes-Benz eCitaro    | 2022                |        |
| 1      | MAN Lion's City Electric | 2022                |        |

| Número | Tipo                              | Entrada en servicio | Imagen |
| ------ | --------------------------------- | ------------------- | ------ |
| 10     | Mercedes-Benz Citaro C2 G Euro V  | 2012                |        |
| 5      | Mercedes-Benz Citaro C2 G Hybrid  | 2020                |        |
| 3      | MAN Lion's City G EfficientHybrid | 2020                |        |

| Número | Tipo                          | Entrada en servicio | Imagen |
| ------ | ----------------------------- | ------------------- | ------ |
| 15     | Mercedes-Benz CapaCity Euro V | 2013                |        |

| Número | Tipo                                                             | Entrada en servicio | Imagen |
| ------ | ---------------------------------------------------------------- | ------------------- | ------ |
| 2      | Chasis: MAN 18.310 HOCL-NL Carrocería: Burillo Nubia             | 2007                |        |
| 4      | Chasis: MAN 18.310 HOCL-NL Carrocería: Castrosua CS-40 Magnus    | 2005                |        |
| 6      | Chasis: MAN 18.314 HOCL-NL Carrocería: Castrosua CS-40 Magnus II | 2008                |        |
| 3      | Chasis: Volvo B7RLE Carrocería: Castrosua CS-40 Magnus           | 2006                |        |

| Número | Tipo                             | Entrada en servicio | Imagen |
| ------ | -------------------------------- | ------------------- | ------ |
| 2      | Mercedes-Benz Citaro C2 K Hybrid | 2019                |        |

| Número | Tipo                                     | Entrada en servicio | Imagen |
| ------ | ---------------------------------------- | ------------------- | ------ |
| 5      | Mercedes-Benz Sprinter City 45           | 2020                |        |
| 13     | Mercedes-Benz Sprinter City 65 K 906BA50 | 2017                |        |
| 8      | Mercedes-Benz Sprinter City 65 K 906OK50 | 2008                |        |

## Líneas
| Número                                   | Trayecto                                            |
| ---------------------------------------- | --------------------------------------------------- |
| Línea 4 (autobuses urbanos de Granada)   | Chana-Zaidín                                        |
| Línea 5 (autobuses urbanos de Granada)   | Beethoven-Parque Nueva Granada                      |
|                                          | Fargue-Triunfo-Rosaleda-Parque Alquerías            |
| Línea 8 (autobuses urbanos de Granada)   | Palacio Deportes-Camino de Alfacar                  |
| Línea 9 (autobuses urbanos de Granada)   | Los Rebites-Chana                                   |
| Línea 11 (autobuses urbanos de Granada)  | Circular Camino de Ronda-Ayuntamiento-Gran Vía      |
| Línea 13 (autobuses urbanos de Granada)  | Cementerio-Puerta Real                              |
| Línea 21 (autobuses urbanos de Granada)  | Parque de las Ciencias-Centro-Estación de autobuses |
| Línea 33 (autobuses urbanos de Granada)  | Cenes de la Vega-Estación de autobuses              |
| Línea C5 (autobuses urbanos de Granada)  | Neptuno-Centro                                      |
| Línea C30 (autobuses urbanos de Granada) | Alhambra-Centro                                     |
| Línea C31 (autobuses urbanos de Granada) | Albaicín-Centro                                     |
| Línea C32 (autobuses urbanos de Granada) | Alhambra-Albaicín                                   |
| Línea C34 (autobuses urbanos de Granada) | Sacromonte-Centro                                   |
| Línea C35 (autobuses urbanos de Granada) | Cementerio-Barranco Abogado-Centro                  |
| Línea N1 (autobuses urbanos de Granada)  | Bobadilla-Triunfo                                   |
| Línea N3 (autobuses urbanos de Granada)  | Cerrillo de Maracena-Triunfo                        |
| Línea N5 (autobuses urbanos de Granada)  | Modesto Cendoya-Joaquina Eguaras-Triunfo            |
| Línea N6 (autobuses urbanos de Granada)  | Casería del Cerro-Avenida de Pulianas-Caleta        |
| Línea N9 (autobuses urbanos de Granada)  | San Miguel-Triunfo                                  |
| Línea S0 (autobuses urbanos de Granada)  | Bola de Oro-PT de la Salud                          |
| Línea S2 (autobuses urbanos de Granada)  | Villa Argaz-Centro                                  |
| Línea U1 (autobuses urbanos de Granada)  | Campus Aynadamar-Campus Cartuja                     |
| Línea U2 (autobuses urbanos de Granada)  | Campus Fuentenueva-Campus Cartuja                   |
| Línea U3 (autobuses urbanos de Granada)  | PTS-Campus Cartuja-Camino de Alfacar                |
| Línea 111 (autobuses urbanos de Granada) | (Nocturno) Camino de Ronda-Ayuntamiento-Gran Vía    |
| Línea 121 (autobuses urbanos de Granada) | (Nocturno) Gran Vía-Violón-Camino de Ronda          |

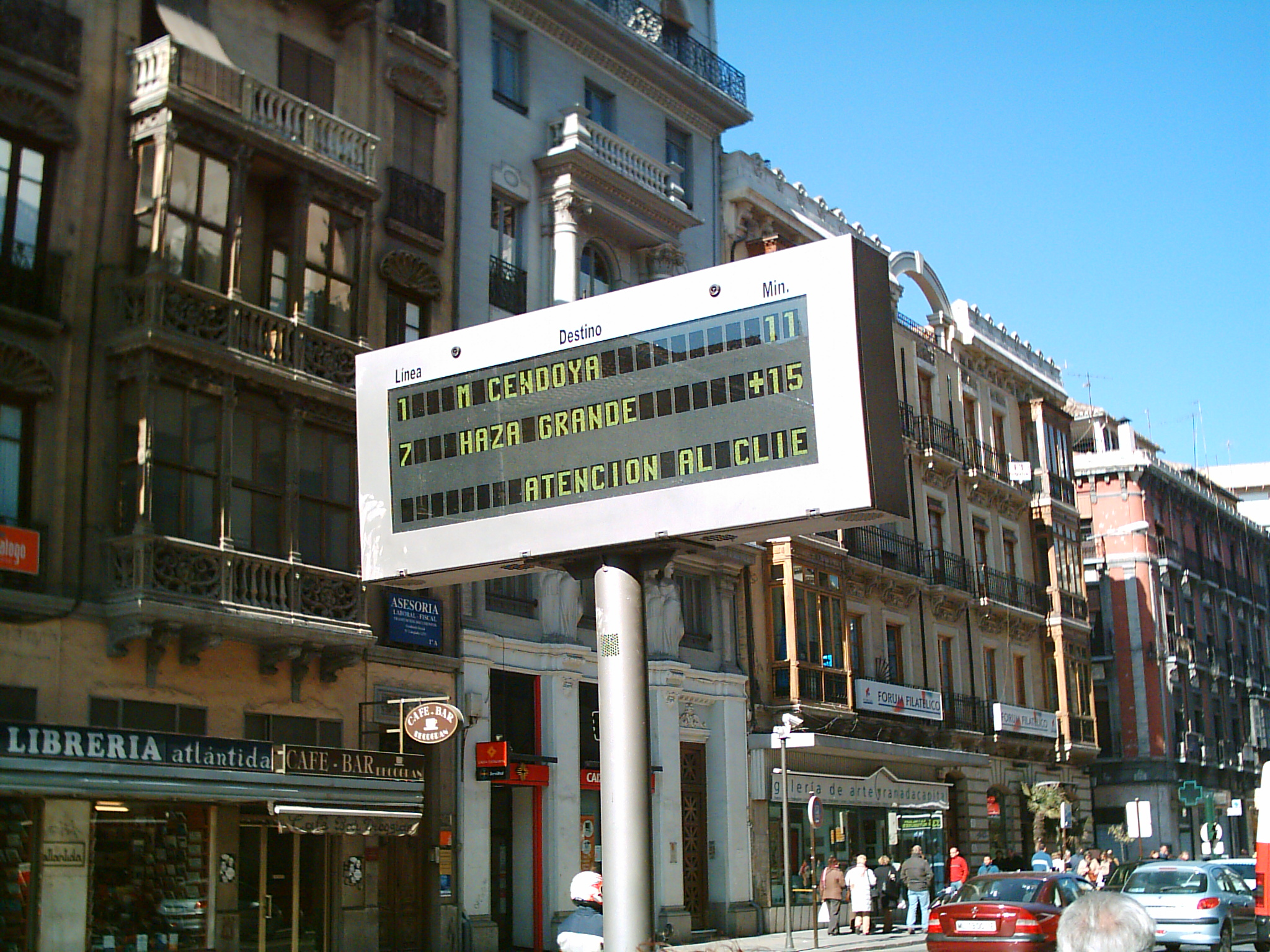
Panel que informa de los tiempos de espera.

El actual esquema de líneas fue introducido en 2018 bajo el lema de Volver para Avanzar, que apostaba por un sistema más sencillo, con menos trasbordos, apostando por un sistema de transporte público de puerta a puerta, y recuperando algunas de las líneas tradicionales como el 4, 5, 8, 9, 11, 13, 21 y 33 que fueron eliminadas o sustituidas por otras en el año 2014. El principal cambio fue la supresión de la LAC que se fusiona con la línea SN4, para crear el nuevo 4. Otra fusión posterior, en 2025, fue la unión de las líneas N8 y 25 para la reincorporación de la línea 7 a la red.
La nueva red de líneas de autobuses urbanos de Granada se agrupa en los siguientes grupos:
- Red Principal. Atraviesan la ciudad de norte a sur por Camino de Ronda o por el Centro de la ciudad. Serían similares al sistema de líneas sur-norte del anterior mapa de transporte público. Pertenecen a este grupo las líneas 4, 5, 8, 9, 11, 21 y 33.
- Red complementaria Norte. Sirven de lanzadera de los distintos barrios de la Zona Norte con el centro de la ciudad. Son las mismas líneas que se implantaron en el año 2014, pero algunas sufren cambios en el itinerario, y la línea N7, se suprime al fusionarse con la S3 para formar la línea 8. Pertenecen a este grupo las líneas N1, N3, N4, N5, N6 y N9.
- Red complementaria Sur. Sirven de lanzadera de los distintos barrios de la Zona Sur con el centro de la ciudad. Son las mismas líneas que se implantaron en el año 2014, con algunos cambios en el itinerario. La línea S1 fue suprimida y la S3 se fusiona con la N7 para crear la nueva línea 8. Pertenecen a este grupo las líneas S0 y S2.
- Red Centro (Barrios históricos). Son líneas de microbuses que dan servicio a los barrios históricos de la ciudad: Realejo, Sacromonte, Albaicín, Barranco del Abogado y Alhambra. Pertenecen a este grupo las líneas C5, C30, C31, C32, C34 y C35.
- Universitarias. Conectan los distintos campos universitarios entre sí. Pertenecen a este grupo las líneas U1, U2 y U3.
- Nocturnas. Derivan de las líneas 11 y 21 pero dan servicio en la madrugada de los días festivos, vísperas de festivos y sábados. Se rigen por un billete único. Pertenecen a este grupo las líneas 111 y 121.
- Cementerio. Pertenece a este grupo la línea 13, que conecta el centro de la ciudad con el cementerio.